# Шевченково (Крым)
Шевче́нково (до 1948 года — Коджу́к-Эли́ (укр. Шевченкове, крымскотат. Qocuq Eli, Къоджукъ Эли) — село в Бахчисарайском районе Республики Крым, в составе Каштановского сельского поселения (согласно административно-территориальному делению Украины — Каштановского сельсовета Бахчисарайского района Автономной Республики Крым).

## Современное состояние
Площадь Шевченково 73,4 гектара на которой в 306 дворах, по данным сельсовета на 2009 год, проживало 911 человек, ранее — одно из подразделений бывшего совхоза «Бурлюк», с 2002 года ЗАО «Бурлюк» (с 2003 года — филиал Агрофирмы «Золотая Амфора»). В селе действуют общеобразовательная школа I—III ступеней, фельдшерско-акушерский пункт, церковь Иоанна Златоуста. Шевченково связано автобусным сообщением с Бахчисараем, Симферополем и Севастополем (Северная сторона, маршрут «Каштаны — Северная»).

## Население
| 2001 | 2014 |
| ---- | ---- |
| 963  | ↘942 |

Всеукраинская перепись 2001 года показала следующее распределение по носителям языка
| Язык             | Процент |
| ---------------- | ------- |
| русский          | 68.54   |
| украинский       | 15.47   |
| крымскотатарский | 14.23   |
| другие           | 0.94    |

### Динамика численности
| - 1805 год — 135 чел. - 1864 год — 108 чел. - 1886 год — 124 чел. - 1887 год — 155 чел. - 1892 год — 111 чел. - 1902 год — 136 чел. - 1915 год — 85/50 чел. | - 1926 год — 343 чел. - 1939 год — 441 чел. - 1989 год — 918 чел. - 2001 год — 963 чел. - 2009 год — 911 чел. - 2014 год — 942 чел. |

## География
Шевченково находится на северо-западе района, на правом берегу реки Альмы, в её нижнем течении, высота центра села над уровнем моря 76 м. Село протянулось на 2,5 км вдоль шоссе 35Н-019 Почтовое — Песчаное (по украинской классификации — С-0-10202), в 14 километрах от моря. В райцентр Бахчисарай из села ведут две дороги: по долине реки Альмы — 37 км, как и до Симферополя, и более короткая через Внешнюю гряду — 24 км. Ближайшая железнодорожная станция Почтовая находится в 18 км от села. Соседние сёла: расположенное ниже по долине Отрадное, и выше — Каштаны, до которых около 700 м.

## История
Впервые Кождук-Эли (араб. قوجق الى‎, Къоджукъ Эли) документально упоминается в составленном в первые годы российского правления в Крыму реестре мечетей и вакуфного имущества (согласно ему в Коджук-Эли была одна мечеть). После присоединения Крыма к России (8) 19 апреля 1783 года, именным указом Екатерины II сенату (8) 19 февраля 1784 года, на территории бывшего Крымского Ханства была образована Таврическая область и деревня была приписана к Симферопольскому уезду. После Павловских реформ, с 1796 по 1802 год, входила в Акмечетский уезд Новороссийской губернии. По новому административному делению, после создания 8 (20) октябрz 1802 года Таврической губернии, деревня была приписана к Актачинской волости Симферопольского уезда.
В Ведомости о всех селениях в Симферопольском уезде состоящих с показанием в которой волости сколько числом дворов и душ… от 9 октября 1805 года, в Кождук-Эли записано 35 дворов, в которых проживало 135 человек крымских татар, а земли принадлежали капитану Адиль-мурзе. На военно-топографической карте генерал-майора Мухина 1817 года, обозначено 25 дворов. После реформы волостного деления 1829 года Коджук Эли, согласно «Ведомости о казённых волостях Таврической губернии 1829 года» отнесли к Яшлавской волости (переименованной из Актачинской). На карте 1836 года в деревне 29 дворов, как и на карте 1842 года.
В 1860-х годах, после земской реформы Александра II, деревню приписали к Мангушской волости. Согласно « Списку населённых мест Таврической губернии по сведениям 1864 года», Коджук-Эли — владельческая татарская деревня с 18 дворами, 108 жителями и мечетьи при реке Алме. По обследованиям профессора А. Н. Козловского начала 1860-х годов, в селении имелись колодцы с пресной водой глубиной 2—4 сажени, а также жители пользовались водой из Альмы. На трёхверстовой карте Шуберта 1865—1876 года обозначено 29 дворов. На 1886 год в деревне Коджук-Эли, согласно справочнику «Волости и важнѣйшія селенія Европейской Россіи», проживало 124 человека в 23 домохозяйствах, действовала мечеть. В «Памятной книге Таврической губернии 1889 года» отражены данные X ревизии 1887 года, по которым в 29 дворах чилилось 155 жителей. На карте 1890 года в деревне 23 двора со смешанным русско-татарским населением.

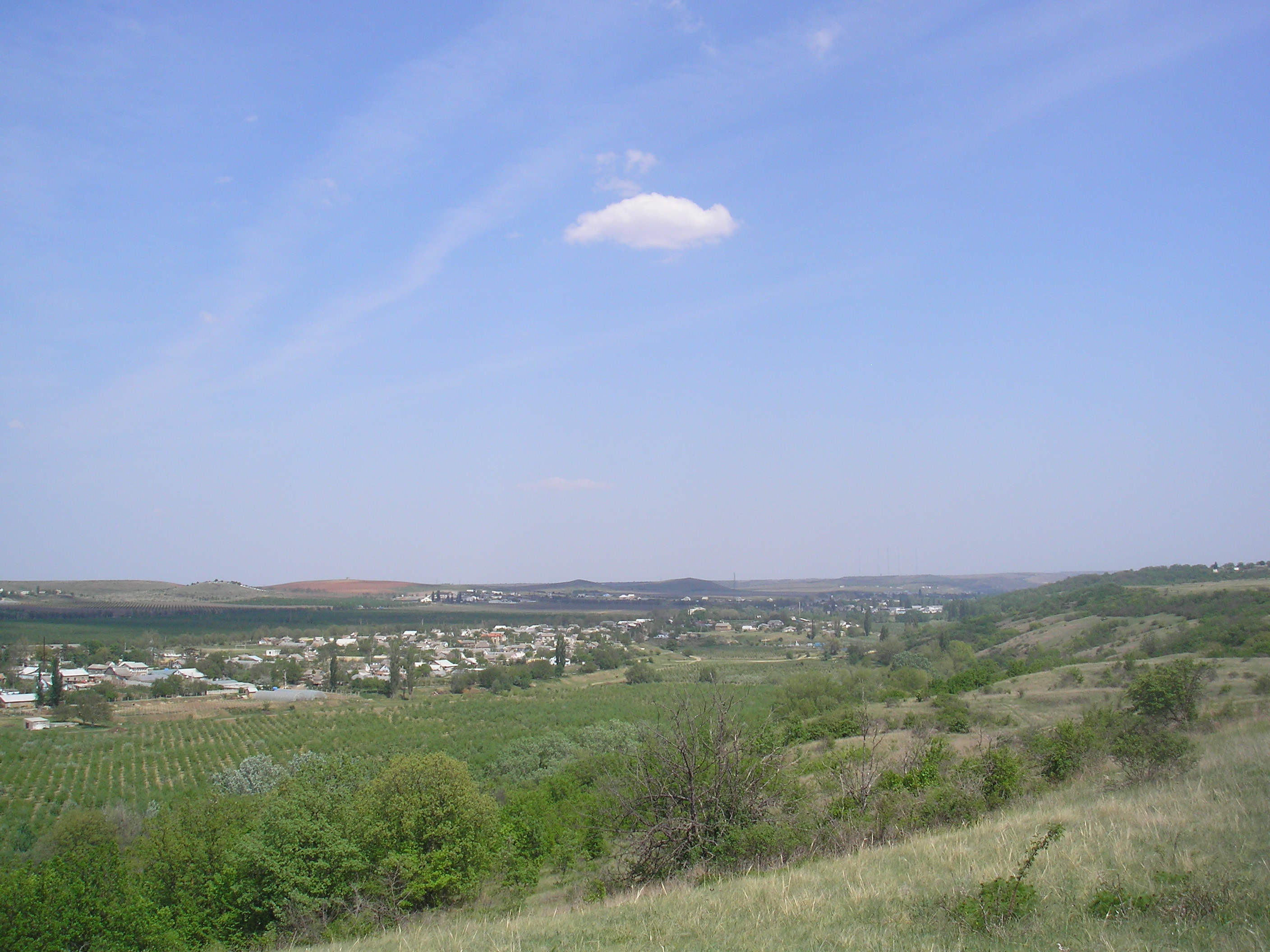

После земской реформы 1890 года деревню отнесли к Тав-Бадракской волости. Согласно «…Памятной книжке Таврической губернии на 1892 год», в селе Кождук-Эль, входившем в Биюк-Яшлавское сельское общество, было 111 жителей в 19 домохозяйствах, все безземельные. По «…Памятной книжке Таврической губернии на 1902 год» в деревне числилось 136 жителей в 10 дворах.
В конце XIX — начале XX века население деревни увеличилось, превысив по численности крымских татар, образовалась даже небольшая немецкая колония. По Статистическому справочнику Таврической губернии. Ч.II-я. Статистический очерк, выпуск шестой Симферопольский уезд, 1915 год, в деревне Коджук-Эль Тав-Бодракской волости Симферопольского уезда числилось 15 дворов с татарским населением в количестве 85 человек приписных жителей и 50 — «посторонних», все безземельные. В хозяйствах имелось 141 лошадь, 84 вола, 26 коров, 75 телят и жеребят и 560 голов мелкого скота. К ней были приписанны хутора вакуфа соборной мечети и некоего Ибраим-Девлетша-оглу, экономия С. В. Рейнке и 8 частных садов.
После установления в Крыму Советской власти, по постановлению Крымревкома от 8 января 1921 года была упразднена волостная система и село вошло в состав Симферопольского уезда (округа), а в 1922 году уезды получили название округов. 11 октября 1923 года, согласно постановлению ВЦИК, в административное деление Крымской АССР были внесены изменения, в результате которых был создан Бахчисарайский район и село включили в его состав. Согласно Списку населённых пунктов Крымской АССР по Всесоюзной переписи 17 декабря 1926 года, в селе Кождук-Эли, Ханышкойского сельсовета Симферопольского района, числилось 75 дворов, из них 69 крестьянских, население составляло 343 человека (161 мужчина и 182 женщины), 172 русских, 143 татарина, 19 немцев, 2 эстонца, 1 грек, 1 латыш, 5 записаны в графе «прочие», действовала русско-татарская школа. К 1940 году село, вместе с сельсоветом, переподчинили Бахчисарайскому району. По данным всесоюзной переписи населения 1939 года в селе проживало 441 человек.
Вскоре после начала Великой Отечественной войны, 18 августа 1941 года крымские немцы были выселены, сначала в Ставропольский край, а затем в Сибирь и северный Казахстан, а, 1944 году, после освобождения Крыма от фашистов, согласно Постановлению ГКО № 5859 от 11 мая 1944 года, 18 мая крымские татары были депортированы в Среднюю Азию. 12 августа 1944 года было принято постановление № ГОКО-6372с «О переселении колхозников в районы Крыма», по которому в район из Орловской и Брянской областей РСФСР переселялись 6000 семей колхозников. С 25 июня 1946 года Коджук-Эли в составе Крымской области РСФСР Указом Президиума Верховного Совета РСФСР от 18 мая 1948 года, село Коджук-Эли переименовали в Шевченково. 26 апреля 1954 года Крымская область была передана из состава РСФСР в состав УССР. На 15 июня 1960 года село входило в состав Красноармейского сельсовета, на 1968 год — в состав Плодовского, на 1977 год — уже в Каштановском. По данным переписи 1989 года в селе проживало 918 человек. С 12 февраля 1991 года село в восстановленной Крымской АССР, 26 февраля 1992 года переименованной в Автономную Республику Крым. С 21 марта 2014 года в составе Крыма аннексировано Россией.